# 史元春
史元春(1967年1月—)，河南人，中共党员，工学博士，中华人民共和国教育部长江学者特聘教授。原清华大学教授，现任青海大学校长，主要从事人机交互、人机混合智能等领域的研究。

## 生平
史元春教授先后于清华大学获得计算机科学与技术工学学士、硕士、博士学位，1993年起在清华大学计算机科学与技术系任教。2022年4月，史元春教授出任青海大学校长。

## 荣誉与奖励
- 2019年，获得中国电子学会科技进步一等奖
- 2021年，获得中国计算机学会杰出成就奖
- 2010年、2015年，分别获得中国国家科技进步二等奖
- 2012年度长江学者特聘教授

## 社会兼职
- 中国计算机学会常务理事
- 中国计算机学会人机交互专业委员会主任